# Aye Nyein Thu
Aye Nyein Thu (birmanês: အေးငြိမ်းသူ; nascida em 1996, em Xin) é uma médica do estado de Chim, em Myanmar, conhecida como A Nyein.

## Ativismo
No primeiro trimestre de 2001, A Nyein participou ativamente das manifestações contra o governo militar de Mandalay. Em Setembro de 2021, o Exército do Myanmar acusou-a de dar apoio sanitário a deslocados internos do município de Mindat e de apoiar os grupos antigovernamentais. Além disso, o exército deteve outros três médicos que lhe deram apoio e confiscou vários equipamentos médicos. Em Novembro de 2021, A Nyein construiu um hospital improvisado com uma sala de operação e, sempre que pode, visita pacientes em outras regiões pobres da zona.

## Reconhecimento
Em 2022, A Nyein foi incluída na lista das 100 mulheres mais inspiradoras do mundo da BBC.